# Parierfraktur
Bei der Parierfraktur handelt es sich um einen Biegungsbruch, bei dem es, meist durch direkte Gewalteinwirkung, zu einer isolierten Fraktur der Elle (Ulna) im Schaftbereich kommt.

## Entstehung
Der Name „Parierfraktur“ ist abgeleitet vom Entstehungsmechanismus. Parierfrakturen entstehen meist durch einen Schlag auf die Mitte des Unterarms, beispielsweise im Rahmen einer Abwehrbewegung eines mit einem Schlagstock angegriffenen Menschen. Durch das Heben und leichte Anwinkeln des Armes trifft der Schlag direkt auf den Unterarmschaft der Elle und verursacht in diesem Bereich eine Fraktur. Im angloamerikanischen Sprachraum wird statt des älteren von L. Böhler geprägten Namens „parrier fracture“, abgeleitet aus dem Fechtsport (Parieren), häufiger der Name „nightstick fracture“ (Gummiknüppel-Fraktur) genutzt.

## Diagnostik
In der Regel legt bereits der klinische Untersuchungsbefund den Frakturverdacht nahe, konventionelle Röntgenaufnahmen des Unterarmes mit beiden angrenzenden Gelenken sind in der Regel eindeutig und zeigen Art und Ausmaß der Fraktur. Weiterführende Diagnostik (CT, MRT) ist in der Regel nicht erforderlich.

## Therapie
Zur Therapie kommen die üblichen Verfahren der Knochenbruchbehandlung je nach Art der Fraktur und dem Ausmaß des begleitenden Weichteilschadens zur Anwendung: Während bei einfachen, unverschobenen Quer- oder kurzen Schrägbrüchen oft eine konservative Behandlung im Oberarmgipsverband ausreicht, bedürfen stark verschobene Brüche, Stückbrüche oder Trümmerbrüche meist einer ostesynthetischen Versorgung, wobei bei Kindern häufig intramedulläre Drahtosteosynthesen, bei Erwachsenen eher Plattenosteosynthesen zum Einsatz kommen. Bei einem ausgedehnten Weichteilschaden – der sich bei diesen Brüchen im unmittelbaren Frakturbereich findet – oder offenen Frakturen kommt der Fixateur externe zum Einsatz.